# Sahamongkol Film International
Sahamongkolfilm International est une société thaïlandaise de production et de distribution de films créée en 1970 à Bangkok par le producteur Somsak Techaratanaprasert.

## Films produits ou distribués
- 2001 : The Legend of Suriyothai
- 2001 : Au dos du tableau (Behind the painting) (ข้างหลังภาพ / Khang lang phap)
- 2002 : 999-9999
- 2002 : Trois histoires de l'au-delà
- 2003 : Blissfully yours
- 2003 : Fake (โกหกทั้งเพ)
- 2003 : The Macabre Case of Prompiram
- 2003 : OK Baytong (โอเค เบตง)
- 2003 : Ong-Bak
- 2004 : Lizard Woman (ตุ๊กแกผี)
- 2004 : 102 Bangkok Robbery (102 ปิดกรุงเทพปล้น)
- 2004 : Born to fight
- 2004 : Rice Rhapsody
- 2004 : The Letter (เดอะ เลตเตอร์ จดหมายรัก)
- 2005 : L'Honneur du dragon
- 2005 : Narok
- 2005 : The King Maker
- 2006 : Le Guerrier de Feu
- 2006 : Khan Kluay (dessin animé)
- 2006 : Colic
- 2006 : Constrictor
- 2006 : Dangerous Flowers (Chai-Lai : Espionnes de charme, Dangerous Flowers : Espionnes de choc)
- 2007 : King Naresuan 2
- 2007 : Opapatika - Les immortels
- 2008 : Ong-Bak 2
- 2008 : Nak (นาค) (dessin animé)
- 2008 : Chocolate
- 2008 : Pirate of the lost sea (สลัดตาเดียวกับเด็ก 200 ตา)
- 2008 : Pirates de Langkasuka
- 2009 : Force of Five
- 2009 : The Vanquisher (Final Target) (สวย...ซามูไร)
- 2010 : Who are you? (ใคร...ในห้อง /Krai... Nai Hong)
- 2010 : Tukky's Diary (ตุ๊กกี้ เจ้าหญิงขายกบ / Tukky jaoying khaai gop)
- 2010 : First Love
- 2010 : Ong-Bak 3 : L'Ultime Combat
- 2011 : The Outrage
- 2012 : Home (Home ความรัก ความสุข ความทรงจำ)
- 2012 : Yak (dessin animé)
- 2013 : L'honneur du dragon 2
- 2015 : Arbat  (อาปัติ / Karma)
- 2016 : Khun Pan (ขุนพันธ์)
- 2017 : Siam Square (สยามสแควร์)
- 2018 : Samui Song (ไม่มีสมุยสำหรับเธอ)
- 2018 : Khun Pan 2 (ขุนพันธ์ 2)
- 2023 : Khun Pan 3 (ขุนพันธ์ 3)